# Mullin (Texas)
Mullin es un pueblo ubicado en el condado de Mills en el estado estadounidense de Texas. En el Censo de 2010 tenía una población de 179 habitantes y una densidad poblacional de 146,74 personas por km².

## Geografía
Mullin se encuentra ubicado en las coordenadas 31°33′19″N 98°39′57″O / 31.55528, -98.66583. Según la Oficina del Censo de los Estados Unidos, Mullin tiene una superficie total de 1.22 km², de la cual 1.22 km² corresponden a tierra firme y (0%) 0 km² es agua.

## Demografía
Según el censo de 2010, había 179 personas residiendo en Mullin. La densidad de población era de 146,74 hab./km². De los 179 habitantes, Mullin estaba compuesto por el 89.39% blancos, el 0% eran afroamericanos, el 0% eran amerindios, el 0% eran asiáticos, el 0% eran isleños del Pacífico, el 10.61% eran de otras razas y el 0% pertenecían a dos o más razas. Del total de la población el 18.44% eran hispanos o latinos de cualquier raza.